# Corbin Nash
Corbin Nash (auch: Corbin Nash – Die dunkle Seite kennt seinen Namen) ist ein britisch-US-amerikanischer Vampirfilm von Regisseur Ben Jagger aus dem Jahr 2018.

## Handlung
Corbin Nash ermittelt in einem großen Entführungsfall in Los Angeles. Während seiner Nachforschungen wird ihm von einem Fremden eröffnet, dass sein Vater, ein erfolgreicher Baseball-Spieler, und seine Mutter eigentlich Vampirjäger waren. Er tut das Gerede zunächst als Quatsch ab.
Bei seinen Nachforschungen trifft er auf das ungleiche Vampirpaar, die Drag-Queen Queeny und ihren Partner Vince. Diese überwältigen ihn und zwingen ihn zu illegalen MMA-Kämpfen auf Leben und Tod. Der Verlierer wird von der Vampirgemeinschaft als Nahrungsquelle missbraucht. Als er sich weigert, seinen Freund Darius zu töten, wird er verwandelt und zum Sterben in den Straßen zurückgelassen.
Doch Corbin wird von der Striptease-Tänzerin Macy gerettet und gesundgepflegt. Queeny und Vince finden ihn jedoch. Ihm gelingt die Flucht, doch die beiden entführen Macy. So macht sich Corbin auf die Suche nach ihr und stellt die beiden in einem Showdown, während dem es ihm gelingt, beide Vampire mit dem Baseball-Schläger seines Vaters zu pfählen.
Die Vampire haben einen neuen Gegner. Er ist nun auf der Suche nach den Mördern seiner Eltern.

## Hintergrund
Dean Jagger, Bruder von Regisseur Ben Jagger, schrieb das Drehbuch, war einer der Produzenten des Films und spielte die Hauptrolle. Die Produzenten konnten einige B-Film-Stars aus den 1980ern für Nebenrollen verpflichten, darunter Rutger Hauer in einer seiner letzten Rollen, und Malcolm McDowell. Corey Feldman übernahm die Rolle als Vampir-Transvestit und blieb während der gesamten Produktion „in Character“.
In Deutschland erschien der Film zunächst auf Video-on-Demand-Kanälen wie Amazon Video und Netzkino, für den 30. August 2019 ist eine Blu-ray angekündigt. Trotz einiger Splatter-Szenen ist der Film in Deutschland ungekürzt veröffentlicht worden.

## Rezensionen
Der Film wurde von Asokan Nirmalarajah von der Filmstarts.de-Redaktion als „enttäuschend“ beurteilt. Nirmalarajah zog folgendes Fazit: „Corbin Nash ist ein düsterer, mit Neonlicht durchzogener Vampir-Horror-Actioner, der stark unter seinem mageren Budget sowie den erklärwütigen und dennoch meist unsinnigen Endlosdialogen leidet.“